# Josip Skoblar
Josip Skoblar (12. březen 1941, Privlaka) je bývalý chorvatský fotbalista, který reprezentoval někdejší Jugoslávii. Hrával na pozici útočníka.
Za jugoslávskou reprezentaci odehrál 32 utkání, v nichž vstřelil 11 gólů. Hrál v jejím dresu na mistrovství světa 1962, kde Jugoslávci skončili na 4. místě.
S Olympiquem Marseille se stal dvakrát mistrem Francie (1971, 1972) a získal francouzský pohár (1972). Dvakrát získal jugoslávský pohár s OFK Bělehrad (1962, 1966). Třikrát byl nejlepším střelcem francouzské ligy (1971, 1972, 1973).
V sezóně 1970/71 získal Zlatou kopačku pro nejlepšího střelce Evropy. V anketě Zlatý míč, která hledala nejlepšího fotbalistu Evropy, skončil roku 1971 šestý. Francouzský časopis Planète Foot ho zařadil mezi 50 nejlepších fotbalistů 20. století.
Po skončení hráčské kariéry se stal trenérem. Hajduk Split přivedl k zisku dvou jugoslávských pohárů (1987, 1991)